# Taranis (mythologie)
Pour les articles homonymes, voir Taranis.
Dans la religion celtique, Taranis est un dieu du Ciel et de l'Orage. Selon  la Pharsale de Lucain (Ier siècle), il fait partie des divinités celtique majeures au même titre que Teutatès et Esus.
Son équivalent irlandais est Tuireann-Delbáeth.

## Sources
Le poète latin Lucain le présente comme formant avec Ésus et Teutatès la triade des dieux majeurs du panthéon gaulois.

## Étymologie et onomastique
Taranis fait écho à force, violence sur la base du proto-celtique *tur(o)- : force, dynamique, poussée, de l'indo-européen  *terh₂– : traverser, franchir, percer, frapper ou bien twer– : tourner, tourbillonner, éclater, flamber (à rapprocher de l'hellène thora : foudre, du sanskrit tvara- : rapidité, mouvement vif, ou du vieil anglais þur (lié à Þor, Thor) ce qui concorde avec la fonction guerrière de son père Ogme (Ogmios gaulois) ainsi qu'avec Tuireann-Delbáeth.
Dans les langues celtiques, on retrouve taran (« le tonnant » en breton et en gallois) et toirneach (en irlandais moderne).
Jean Haudry a proposé comme origine étymologique de son nom l'indo-européen *Ten-H-ros dont la signification serait le « maître du tonnerre ». À cette base se rattacheraient également le vieux germanique *Thunraz, le dieu nordique Thor ou encore le dieu hittite de la guerre et de l'orage Tharunt,. Aussi nommé Ambigatos, « autour des fermes », cela achève fonctionnellement d'apparenter Taranis à Thor.

## Fonction
Taranis est le dieu du ciel, de la foudre et du tonnerre.
Selon l'historien Raphaël Nicolle, spécialiste de la civilisation hittite, la thématique de la fécondité de Taranis est centrale dans la conception qu'ont de lui les Celtes. Ceux-ci ont constitué l'épithète de boussourigios pour qualifier le dieu comme mâle sexuellement accompli. Le dieu de l'Orage celtique serait ainsi, sous cette épithète, un dieu ithyphallique, cette capacité sexuelle s'inscrivant dans ses fonctions orageuses symbolisées par sa masse donnant la vie d'un côté, et la mort de l'autre.
Dans la mesure où il porte très souvent une roue, si celle-ci est interprétée comme roue solaire, il pourrait être un dieu du Soleil. Mais cette roue peut aussi être interprétée comme roue cosmique, le ciel des étoiles tournant autour de l'axe polaire. Ou plus souvent comme roue du char du tonnerre, cause du bruit qui ébranle le ciel et accompagne la foudre (il faut être prudent avec les interprétations des symboles en l'absence de textes mythologiques explicites).
Lors de la période gallo-romaine, il est rapproché de Jupiter : parmi les surnoms indigènes accolés au nom de Jupiter, on trouve Taranucus « qui a un rapport avec Taranus ».

## Iconographie

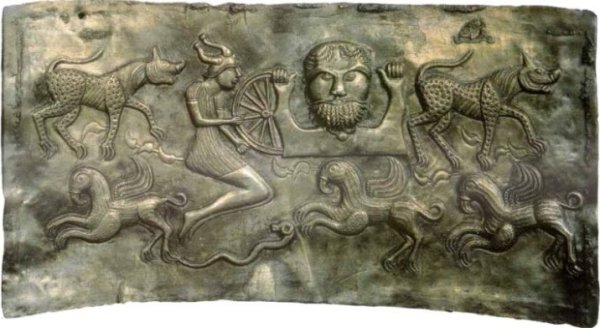
Taranis (chaudron de Gundestrup)

Son culte est attesté en Grande-Bretagne, en Rhénanie, en Dalmatie, en Provence, en Auvergne, en Bretagne et en Hongrie[Comment ?][évasif]. Ses premières représentations prennent forme peu avant la conquête romaine[Lesquelles ?]. Sous l'influence de ses voisins, la Gaule commence à représenter ses dieux sous forme de statues et leur élève des autels et des lieux de cultes plus importants que jadis.
On a retrouvé sept autels consacrés à Taranis[Où ?], tous portant des inscriptions en grec ou en latin, à travers l'Europe continentale. On peut aussi mentionner le chaudron de Gundestrup (200 ou 100 avant Jésus-Christ) retrouvé au Danemark. Ce chaudron est une des plus belles pièces illustrant, entre autres, le grand Taranis.
Ce dieu serait le plus souvent représenté comme un homme d'âge mûr, barbu et viril.
Ses attributs distinctifs sont la roue solaire, un sceptre et des esses (éclairs). La masse est l'arme fulgurante utilisée par Taranis pour abattre ses ennemis.
Il est parfois accompagné d'animaux : cheval (animal au rôle psychopompe), aigle ou serpent. Une autre représentation courante est celle dite de "Jupiter à l'anguipède" qui le représente à cheval, ce dernier piétinant un monstre serpentiforme.

## Galerie

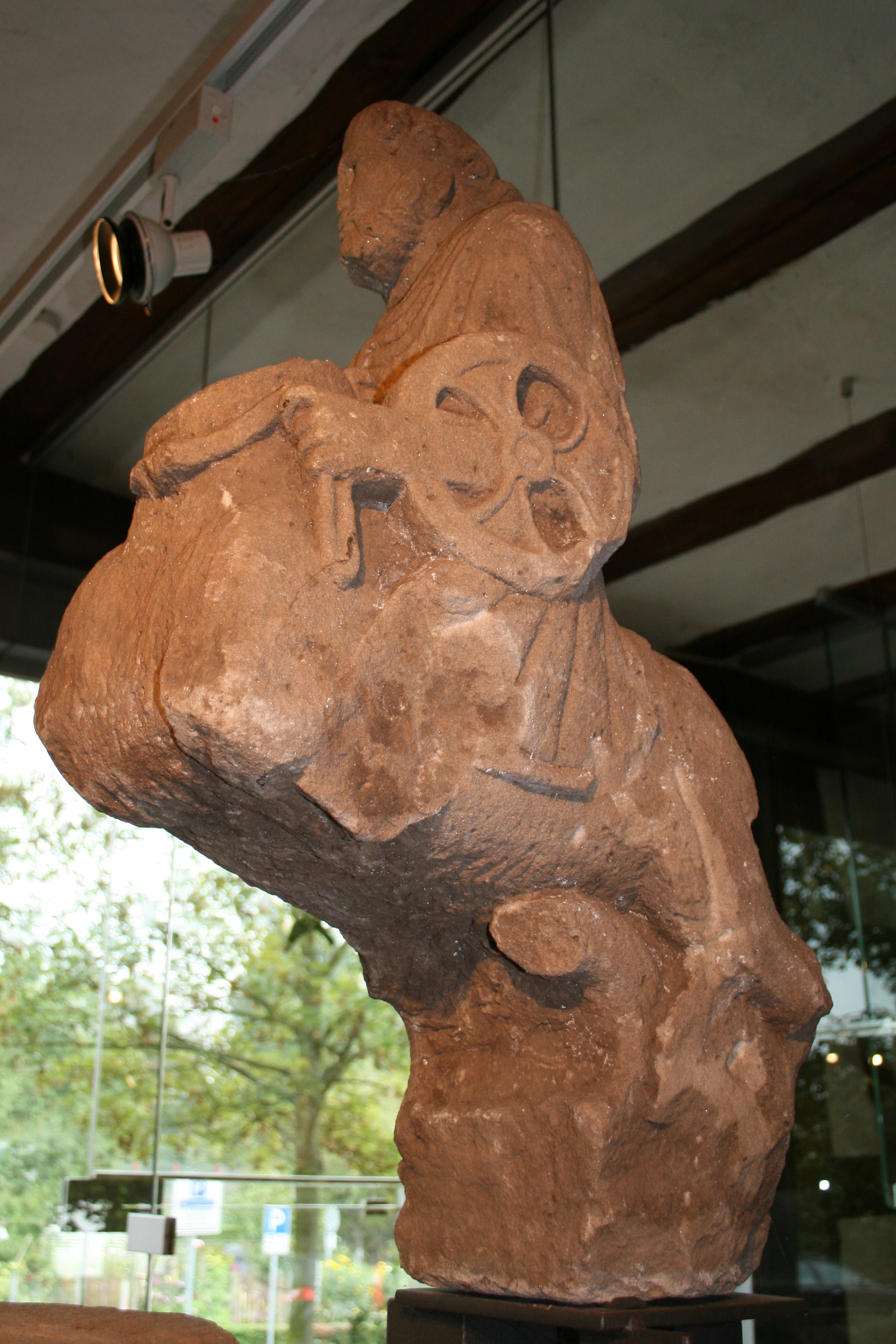
Taranis (camp romain d'Obernburg).
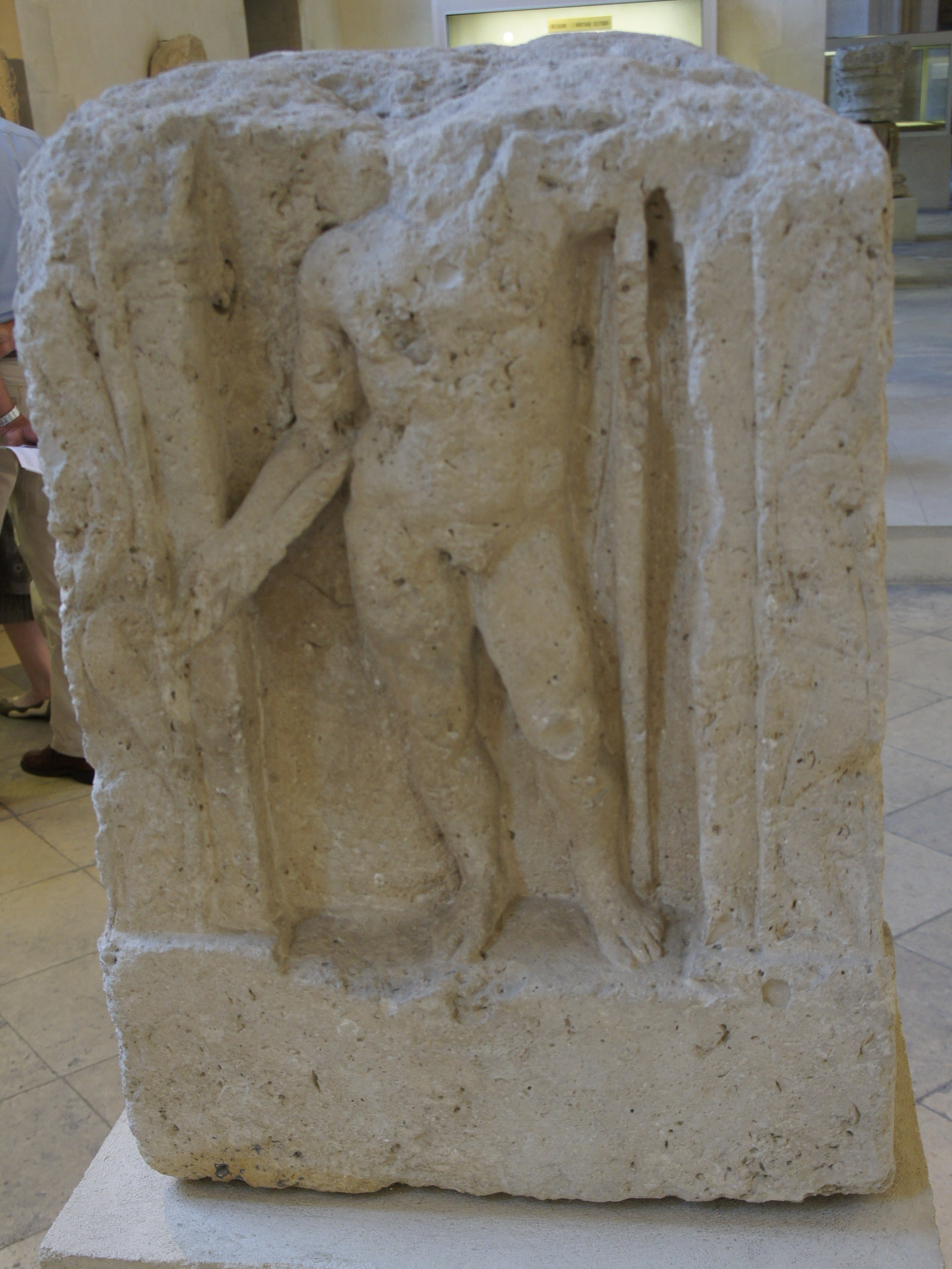
Taranis au Musée st-Remi de Reims.

## Culte
« Voici comment chez les Gaulois on apaisait Taranis [...]; un certain nombre d'hommes étaient brûlés dans un réceptacle en bois [...]. Les Gaulois identifient Taranis, habitué jadis à être apaisé par des têtes humaines mais se contenant aujourd'hui de têtes de bétail, à Jupiter, le maître de la guerre et le plus éminent des dieux célestes... ».
Reprenant un témoignage de Posidonius d'Apamée, le géographe grec Strabon avait déjà signalé cet affreux sacrifice : « Les Gaulois fabriquent de grandes structures en bois et en paille dans lesquelles ils enferment toutes sortes de bêtes sauvages et d'animaux domestiques, et même des êtres humains, pour les brûler en sacrifice ».
Notons par ailleurs qu'il convient pour ces faits, de tenir compte des modifications qu'auront faits subir à l'Histoire les chrétiens, mais aussi les Grecs de l'Antiquité à la sortie de leur âge sombre.
Certains éléments permettent de penser que le Mont-Dol a accueilli un culte à Taranis.

## Équivalences
Au regard d'autres mythologies de l'Antiquité, on fait parfois les rapprochements suivants :
- le dieu romain Jupiter[5] (au Foudre) ;
- le dieu grec Zeus (au Fulmen) ;
- le dieu étrusque Tinia ;
- le dieu nordique Thor (au Marteau) ;
- le dieu slave Péroun (dieu de l'orage et du tonnerre, ainsi que des guerriers).

## Dans la culture
- Taranis fait partie des nombreux dieux cités dans la série de bande dessinée Astérix.
- Le groupe de metal celtique Eluveitie lui dédie une musique sur son album Evocation II: Pantheon.
- En 1976 et 1982, Pif Gadget publie une série de bande dessinée intitulée Taranis, fils de la Gaule.
- Dans le Sud de l'Ardèche, des montagnes lui sont dédiées: le Massif du Tanargue (La Montagne du Tonnerre). Celui-ci se situe dans la partie méridionale du Parc Naturel Régional des Monts d'Ardèche